# 佩爾尼克市鎮

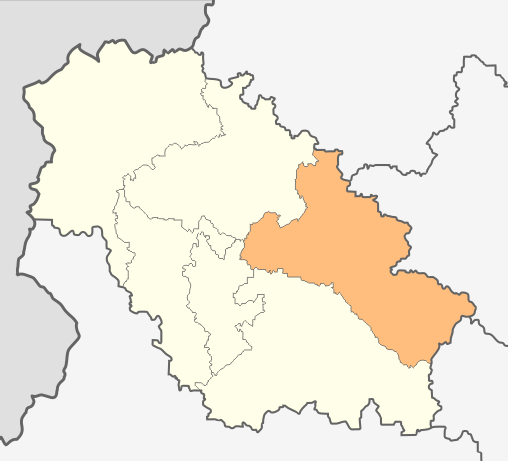

42°36′00″N 23°01′59″E / 42.6°N 23.033°E
佩爾尼克市鎮，是保加利亞西部佩爾尼克州的市鎮，行政中心为佩爾尼克，面積477.4平方公里，人口94,833，人口密度每平方公里198.6人。